# Papilkorstzwam
De papilkorstzwam (Dacryobolus karstenii) is een schimmel behorend tot de familie Fomitopsidaceae. Hij leeft saprotroof op dode takken en stammen van de grove den (Pinus sylvestris). Vermoedelijk komt hij met name voor in vochtige naaldbossen. In Nederland komt hij matig algemeen voor.